# Revolver
|  | Aquest article tracta sobre l'àlbum dels Beatles. Si cerqueu l'arma de foc, vegeu «revòlver». |

Revolver és el setè àlbum d'estudi del grup anglès de rock The Beatles, publicat el 5 d'agost de 1966 per la discogràfica Parlophone i produït, com tots els àlbums dels Beatles, per George Martin. Moltes de les pistes de Revolver estan marcades pel so de la guitarra elèctrica, en contrast amb el seu anterior LP, Rubber Soul, inspirat sobre toten el folk rock.
El disc va arribar al número 1 tant a la UK Albums Chart com a la llista estatunidenca Billboard 200, i s'hi va estar al capdamunt durant set i sis setmanes respectivament. A més, es troba al número 3 de l'edició del 2003 de la llista dels 500 millors discs de tots els temps segons la revista Rolling Stone.
Revolver va ser remasteritzat el 9 de setembre de 2009.

## Llista dels talls
Totes les cançons foren escrites i compostes per el tàndem Lennon–McCartney, excepte «Taxman», «Love You To» i «I Want to Tell You», compostes per George Harrison. 
| 1. | «Taxman»                     | Harrison  | 2:39 |
| 2. | «Eleanor Rigby»              | McCartney | 2:08 |
| 3. | «I'm Only Sleeping»          | Lennon    | 3:02 |
| 4. | «Love You To»                | Harrison  | 3:01 |
| 5. | «Here, There and Everywhere» | McCartney | 2:26 |
| 6. | «Yellow Submarine»           | Starr     | 2:40 |
| 7. | «She Said She Said»          | Lennon    | 2:37 |

| 8.  | «Good Day Sunshine»           | McCartney | 2:10 |
| 9.  | «And Your Bird Can Sing»      | Lennon    | 2:02 |
| 10. | «For No One»                  | McCartney | 2:01 |
| 11. | «Doctor Robert»               | Lennon    | 2:15 |
| 12. | «I Want to Tell You»          | Harrison  | 2:30 |
| 13. | «Got to Get You into My Life» | McCartney | 2:31 |
| 14. | «Tomorrow Never Knows»        | Lennon    | 2:57 |

## Personal
Segons Mark Lewisohn, biògraf del grup:
The Beatles
- John Lennon – guitarres primera, acústica i rítmica; primeres i segones veus i veus harmòniques; piano; orgue Hammond i harmònium; tape loops i efectes de so; esquella; pandereta; maraques; picar de mans i petar de dits
- Paul McCartney – guitarres primera i acústica; baix elèctric; primeres i segones veus i veus harmòniques; piano; clavicordi; tape loops i efectes de so; picar de mans i petar de dits
- George Harrison – guitarres primera, acústica i rítmica; primeres i segones veus i veus harmòniques i baixes; sitar; tanpura; efectes de so; maraques; pandereta; picar de mans i petar de dits
- Ringo Starr – bateria; pandereta; maraques; picar de mans i petar de dits; primera veu a «Yellow Submarine»

Músics addicionals i personal de producció
- Anil Bhagwat – tabla a «Love You To»
- Alan Civil – trompa a «For No One»
- Brian Jones – veu de fons a «Yellow Submarine» (desacreditat)
- Donovan – veu de fons a «Yellow Submarine» (desacreditat)
- Geoff Emerick – enginyer de gravació i de mescles; tape loops de la banda de marxa a «Yellow Submarine»
- George Martin – producció; enginyer de mescles; piano a «Good Day Sunshine» i «Tomorrow Never Knows»; orgue Hammond a «Got to Get You into My Life»; tape loops de la banda de marxa a «Yellow Submarine»
- Mal Evans – bombo i veu de fons a «Yellow Submarine»
- Marianne Faithfull – veu de fons a «Yellow Submarine» (desacreditat)
- Neil Aspinall – veu de fons a «Yellow Submarine» (desacreditat)
- Pattie Boyd – veu de fons a «Yellow Submarine» (desacreditat)
- Tony Gilbert, Sidney Sax, John Sharpe, Jurgen Hess – violins
- Stephen Shingles, John Underwood – violes
- Derek Simpson, Norman Jones – violoncels: octet de corda a «Eleanor Rigby», orquestrat i dirigit per George Martin (desacreditat, amb Paul McCartney)
- Eddie Thornton, Ian Hamer, Les Condon – trompeta
- Peter Coe, Alan Branscombe – saxòfon tenor: secció de vent a «Got To Get You Into My Life» orquestrat i dirigit per George Martin (desacreditat, amb Paul McCartney)